# عرفات (نواكشوط)
عرفات هي مقاطعة من مقاطعات العاصمة الموريتانية نواكشوط التسع. تتميز عن غيرها من مقاطعات العاصمة بكونها الأكثر كثافة سكانية. حيث تسكن بها أكبر مجموعة من سكان المدينة البالغ قدرهم 760,000 نسمة حسب التقديرات الرسمية لعام 2013.

## أعلام
- مختار سيدي الحسن